# FBK Insport Škofja Loka
FBK Insport Škofja Loka je slovenski floorball klub iz Škofje Loke, ustanovljen leta 2007, do sedaj je klub nanizal 6 naslovov državnih prvakov v članski selekciji. Insport Škofja Loka nadaljuje s tradicijo, ki izhaja iz kluba FBK Loka Spiders, ki je bil ustanovljen leta 2000 in je prenehal z delovanjem leta 2007.

## Selekcije
FBK Insport Škofja Loka sodeluje na tekmovanjih z osmimi selekcijami in v naslednjih tekmovanjih:
- Člani – 1.ekipa (državno prvenstvo, mednarodni in domači turnirji),
- Člani – 2.ekipa (državno prvenstvo, mednarodni in domači turnirji),
- U19 (državno prvenstvo, domači turnirji),
- U16 (državno prvenstvo, mednarodni in domači turnirji),
- U13 (državno prvenstvo, domači turnirji),
- U11 (državno prvenstvo, domači turnirji),
- U9 (domači turnirji)

## Zgodovina
FBK Insport je bil ustanovljen leta 2007, ko je večina igralcev iz takratnega kluba FBK Loka Spiders (ustanovljen leta 2000) prestopila v nov klub. Spidersi so že v prvem letu obstoja osvojili prva mesta v mednarodni floorball ligi, slovenskem državnem prvenstvu ter slovenski pokal.  
Rezultati 
- 2007/2008: 1. mesto članice (Mednarodna floorball liga), 1. mesto članice (državno prvenstvo), 1. mesto člani A, 1. mesto U14 (turnir Floorball.si).
- 2008/2009: 1. mesto člani A, 2. mesto članice, 1. mesto U15, 2. mesto U10 A, 6. mesto U10 B.
- 2009/2010: 1. mesto člani (Regionalna Floorball liga), 2. mesto člani A (Elitna liga), 2. mesto člani A (1. SFL, uvrstitev v EFL), 3. mesto U15 A, 7. mesto U15 B, 2. mesto U10 A, 7. mesto U10 B.
- 2010/2011: 1. mesto člani A (Elitna liga), 6. mesto člani B (Elitna liga), 1. mesto U19, 3. mesto U15, 1. mesto U13, 1. mesto U11 A, 5. mesto U11 B, 3. mesto člani (mešana ekipa) Karavanška liga, 3. mesto člani (mešana ekipa) Slo open 2011[1].
- 2011/2012: 1. mesto člani A (Elitna liga Terme Olimia), 2. mesto člani B (1. SFL), 1. mesto U19, 2. mesto U15, 1. mesto U13A, 2. mesto U13B, 1. mesto U11A, 2. mesto U11B, Karavaški pokal - 1. mesto U14, 1. mesto člani.
- 2012/2013: 2. mesto Slo open 2012, 3. mesto člani A (Elitna liga Terme Olimia), 3. mesto člani B (1. SFL), 4. mesto U19, 1. mesto Elekom U15, 3. mesto U15B, 1. mesto U13A, 5. mesto U13B, 1. mesto U11, 1. mesto Karavanški pokal U15A, 2. mesto Karavanški pokal U15B
- 2013/2014: 1. mesto člani A (EFL), 1. mesto člani B (1. SFL), 2. mesto U19, 1. mesto U15B, 2. mesto U15A, 1. mesto U13, 1. mesto U11, 1. mesto U9
- 2014/2015: 3. mesto člani A (EFL, 2. mesto člani Mladi (1. SFL), 2. mesto U19, 1. mesto U16, 1. mesto U13, 2. mesto U11, 2. mesto U9
- 2015/2016: 3. mesto člani A (1. SFL), 1. mesto Mladi (2. SFL), 1. mesto U19, 1. mesto U16, 1. mesto U13, 1. mesto U11, * - preimenovanje lige EFL v 1. SFL, 1.SFL v 2. SFL
- 2016/2017: 1. mesto člani A (1. SFL), 4. mesto člani Mladi (1. SFL), 1. mesto U19, 1. mesto U16, 3. mesto U13, 3. mesto U13, 3. mesto U11, 3. mesto U11

## Moška članska ekipa - elitna floorball liga (EFL), sezona 2013/2014
Vratarji
- Damjan Demšar (# 1)
- Jure Kržišnik (# 34)
- David Kular (# 5)
- Klemen Oman

Igralci
- Janez Alič (# 89)
- Anže Burnik (# 9)
- Mitja Drekonja (# 87)
- Jure Košir (# 10)
- Iztok Miklavčič (# 2)
- Miha Košir (# 55)
- Jan Dolenc (# 77)
- Rok Ritonja (# 61)
- Nejc Stanovnik (# 91)
- Andrej Šifrer (# 78)
- Gašper Egart (# 71)
- Ožbej Križnar (# 19)
- Dejan Frelih (# 12)
- Luka Košenina (# 13)
- Gorazd Tomc (# 4)
- Tomaž Triler (# 81)
- Jani Šubic (# 88)
- Rok Prevodnik (# 11)

## Moška članska ekipa - 1. floorball liga (1.SFL), sezona 2013/2014
Vratarji
- Jan Eržen (# 48)
- Nejc Košir (# 97)
- Andraž Ažbe

Igralci
- Žan Bozovičar Pintar (# 91)
- Vid Eržen (# 29)
- Nik Oman (# 22)
- Gašper Kalan (# 3)
- Gašper Krajnik (# 5)
- Domen Krelj (# 90)
- Gašper Triler (# 69)
- Anže Križaj (# 15)
- Metod Proj (# 7)
- Tadej Žontar (# 31)
- Jaka Poljanšek (# 51)
- Anže Habjan (# 99)
- Gašper Bokal (# 20)